# Jaime Silva (Politiker)
Jaime de Jesus Lopes Silva (* 21. Februar 1954 in Almeida) ist ein portugiesischer Politiker der Sozialistischen Partei (PS) und seit 2005 Landwirtschaftsminister im Kabinett Sócrates I.

## Leben
Er schloss sein Studium der Wirtschaftswissenschaften am Höheren Institut für Wirtschaft und Verwaltung (Instituto Superior de Economia e Gestão) der Technischen Universität Lissabon mit der üblichen Lizenziatur (Licenciatura) ab.
Bereits kurz nach seinem Studium trat er in die Dienste des portugiesischen Landwirtschaftsministeriums (Ministério da Agricultura), wo er die verschiedensten Aufgaben ausführte. Unter anderem war er eine der wichtigsten Unterhändler bei der Ausarbeitung der Gemeinsamen Europäischen Agrarpolitik. Ebenso war er Vorsitzender der Abteilung Nahrungsindustrie in der Generaldirektion für Wirtschaft und Industrie der Europäischen Kommission.
Zwischen 2001 und 2002 war Jaime Silva Hauptberater in der ständigen Vertretung Portugals bei der Europäischen Union in Brüssel. Nach den vorgezogenen Parlamentswahlen im Februar 2005, bei denen die Portugiesischen Sozialisten erstmals eine absolute Mehrheit errangen, berief der designierte Premierminister José Sócrates Silva als neuen Minister für Landwirtschaft, ländliche Entwicklung und Fischerei.